# Makram Neili
Makram Neili – tunezyjski judoka. Startował w Pucharze Świata w 1996 i 1998. Brązowy medalista mistrzostw Afryki w 1997 roku.